# Championnats du monde de ski-alpinisme 2019
Navigation
Piancavallo 2017 2021
Les championnats du monde de ski-alpinisme 2019, dixième édition des championnats du monde de ski-alpinisme, ont eu lieu du 10 au 16 mars 2019 à Villars-sur-Ollon, en Suisse. 

## Tableau des médailles
- Pays organisateur (Suisse)

| Rang  | Nation    | Or | Argent | Bronze | Total |
| ----- | --------- | -- | ------ | ------ | ----- |
| 1     | France    | 3  | 2      | 2      | 7     |
| 2     | Suisse    | 3  | 1      | 5      | 9     |
| 3     | Italie    | 2  | 5      | 2      | 9     |
| 4     | Espagne   | 1  | 1      | 1      | 3     |
| 5     | Autriche  | 1  | 0      | 0      | 1     |
| 6     | Slovaquie | 0  | 1      | 0      | 1     |
| Total | Total     | 10 | 10     | 10     | 30    |

## Athlètes multi-médaillés
| Rang | Athlète                 | Or | Argent | Bronze | Total |
| ---- | ----------------------- | -- | ------ | ------ | ----- |
| 1    | Axelle Gachet-Mollaret  | 3  | 1      | -      | 4     |
| 2    | Robert Antonioli        | 2  | 2      | 1      | 5     |
| 3    | Lorna Bonnel            | 2  | -      | 1      | 3     |
| 4    | Werner Marti            | 2  | -      | -      | 2     |
| 5    | Michele Boscacci        | 1  | 2      | -      | 3     |
| 6    | Claudia Galicia Cotrina | 1  | 1      | -      | 2     |
| 7    | Rémi Bonnet             | 1  | -      | 1      | 2     |
| 8    | Alba De Silvestro       | -  | 2      | -      | 2     |
| 9    | Déborah Chiarello       | -  | -      | 2      | 2     |
| 10   | Marianne Fatton         | -  | -      | 1      | 1     |
| 10   | Jennifer Fiechter       | -  | -      | 1      | 1     |

## Résultats et podiums

### Hommes
| Épreuves                               | Or                                                                           | Argent                                                                          | Bronze                                                                        |
| -------------------------------------- | ---------------------------------------------------------------------------- | ------------------------------------------------------------------------------- | ----------------------------------------------------------------------------- |
| Sprint résultats détaillés             | Arno Lietha                                                                  | Iwan Arnold                                                                     | Robert Antonioli                                                              |
| Individuel résultats détaillés         | Robert Antonioli                                                             | Michele Boscacci                                                                | Xavier Gachet                                                                 |
| Vertical résultats détaillés           | Werner Marti                                                                 | Robert Antonioli                                                                | Rémi Bonnet                                                                   |
| Course par équipes résultats détaillés | Suisse- Werner Marti - Rémi Bonnet                                           | Italie- Michele Boscacci - Robert Antonioli                                     | Italie- Nadir Maguet - Matteo Eydallin                                        |
| Relais                                 | Italie- Robert Antonioli - Nadir Maguet - Michele Boscacci - Nicolo Canclini | France- Thibault Anselmet - William Bon Mardion - Samuel Equy - Alexis Sévennec | Espagne- Oriol Cardona Coll - Marc Pinsach - Iñigo Martinez - Antonia Alcalde |

### Femmes
| Épreuves                               | Or                                                          | Argent                                                                   | Bronze                                                          |
| -------------------------------------- | ----------------------------------------------------------- | ------------------------------------------------------------------------ | --------------------------------------------------------------- |
| Sprint résultats détaillés             | Claudia Galicia Cotrina                                     | Marianna Jagercikova                                                     | Déborah Chiarello                                               |
| Individuel résultats détaillés         | Axelle Gachet-Mollaret                                      | Alba De Silvestro                                                        | Lorna Bonnel                                                    |
| Vertical résultats détaillés           | Andrea Mayr                                                 | Axelle Gachet-Mollaret                                                   | Victoria Kreuzer                                                |
| Course par équipes résultats détaillés | France- Lorna Bonnel - Axelle Gachet-Mollaret               | Italie- Alba De Silvestro - Guilia Murada                                | Suisse- Marianne Fatton - Jennifer Fiechter                     |
| Relais                                 | France- Lena Bonnel - Axelle Gachet-Mollaret - Lorna Bonnel | Espagne- Nahia Quincoces - Claudia Galicia Cotrina - Marta Garcia Farres | Suisse- Jennifer Fiechter - Marianne Fatton - Déborah Chiarello |

## Résultats détaillés

### Hommes

#### Sprint
| Rang               | Skieur              |
| ------------------ | ------------------- |
| Médaille d'or      | Arno Lietha         |
| Médaille d'argent  | Iwan Arnold         |
| Médaille de bronze | Robert Antonioli    |
| 4                  | Oriol Cardona Coll  |
| 5                  | Hanse-Inge Klette   |
| 6                  | Nicolo Canclini     |
| 7                  | Andreas Steindl     |
| 8                  | Nadir Maguet        |
| 9                  | Werner Marti        |
| 10                 | William Bon Mardion |

#### Individuel
| Rang               | Skieur             | Temps           | Écart        |
| ------------------ | ------------------ | --------------- | ------------ |
| Médaille d'or      | Robert Antonioli   | 1 h 32 min 15 s | —            |
| Médaille d'argent  | Michele Boscacci   | 1 h 32 min 50 s | + 35 s       |
| Médaille de bronze | Xavier Gachet      | 1 h 33 min 30 s | + 1 min 15 s |
| 4                  | Nadir Maguet       | 1 h 34 min 11 s | + 1 min 56 s |
| 5                  | Werner Marti       | 1 h 34 min 28 s | + 2 min 13 s |
| 6                  | Davide Magnini     | 1 h 34 min 30 s | + 2 min 15 s |
| 7                  | Samuel Equy        | 1 h 35 min 41 s | + 3 min 26 s |
| 8                  | Alexis Sévennec    | 1 h 35 min 46 s | + 3 min 31 s |
| 9                  | Rémi Bonnet        | 1 h 36 min 07 s | + 3 min 52 s |
| 10                 | Martin Anthamatten | 1 h 36 min 45 s | + 4 min 30 s |

#### Vertical
| Rang               | Skieur             | Temps       | Écart      |
| ------------------ | ------------------ | ----------- | ---------- |
| Médaille d'or      | Werner Marti       | 25 min 19 s | —          |
| Médaille d'argent  | Robert Antonioli   | 26 min 00 s | 41 s       |
| Médaille de bronze | Rémi Bonnet        | 26 min 04 s | 45 s       |
| 4                  | Michele Boscacci   | 26 min 24 s | 1 min 05 s |
| 5                  | Anton Palzer       | 26 min 26 s | 1 min 07 s |
| 6                  | Toni Lautenbacher  | 26 min 31 s | 1 min 12 s |
| 7                  | Samuel Equy        | 26 min 33 s | 1 min 14 s |
| 8                  | Oriol Cardona Coll | 26 min 51 s | 1 min 32 s |
| 9                  | Davide Magnini     | 26 min 53 s | 1 min 34 s |
| 10                 | Armin Hofl         | 26 min 57 s | 1 min 37 s |

#### Course par équipes
| Rang               | Skieurs                                     |
| ------------------ | ------------------------------------------- |
| Médaille d'or      | Suisse- Werner Marti - Rémi Bonnet          |
| Médaille d'argent  | Italie- Michele Boscacci - Robert Antonioli |
| Médaille de bronze | Italie- Nadir Maguet - Matteo Eydallin      |
| 4                  | France- Samuel Equy - Alexis Sévennec       |
| 5                  | Italie- Davide Magnini - Federico Nicoloni  |
| 6                  | Norvège- Vegard Oie - Lars Erik Skjervheim  |
| 7                  | Suisse- Iwan Arnold - Martin Anthamatten    |
| 8                  | États-Unis- John Gaston - Cameron Smith     |
| 9                  | Autriche- Armin Hofl - Christian Hoffmann   |
| 10                 | Suisse- Pierre Mettan - Yannick Ecoeur      |

### Femmes

#### Sprint
| Rang               | Skieuse                 |
| ------------------ | ----------------------- |
| Médaille d'or      | Claudia Galicia Cotrina |
| Médaille d'argent  | Marianna Jagercikova    |
| Médaille de bronze | Déborah Chiarello       |
| 4                  | Marta Garcia Farres     |
| 5                  | Lena Bonnel             |
| 6                  | Marianne Fatton         |
| 7                  | Lorna Bonnel            |
| 8                  | Arina Riatsch           |
| 9                  | Adèle Milloz            |
| 10                 | Guilia Murada           |

#### Individuel
| Rang               | Skieuse                 | Temps           | Écart        |
| ------------------ | ----------------------- | --------------- | ------------ |
| Médaille d'or      | Axelle Gachet-Mollaret  | 1 h 33 min 01 s | —            |
| Médaille d'argent  | Alba De Silvestro       | 1 h 36 min 36 s | + 3 min 35 s |
| Médaille de bronze | Lorna Bonnel            | 1 h 37 min 14 s | + 4 min 13 s |
| 4                  | Claudia Galicia Cotrina | 1 h 37 min 43 s | + 4 min 42 s |
| 5                  | Johanna Astrom          | 1 h 37 min 47 s | + 4 min 46 s |
| 6                  | Fanny Borgstrom         | 1 h 39 min 27 s | + 6 min 26 s |
| 7                  | Jennifer Fiechter       | 1 h 40 min 08 s | + 7 min 7 s  |
| 8                  | Marta Garia Farres      | 1 h 40 min 18 s | + 7 min 17 s |
| 9                  | Guilia Murada           | 1 h 41 min 00 s | + 7 min 59 s |
| 10                 | Marianne Fatton         | 1 h 42 min 28 s | + 9 min 27 s |

#### Vertical
| Rang               | Skieuse                 | Temps       | Écart      |
| ------------------ | ----------------------- | ----------- | ---------- |
| Médaille d'or      | Andrea Mayr             | 30 min 22 s | —          |
| Médaille d'argent  | Axelle Gachet-Mollaret  | 30 min 41 s | 19 s       |
| Médaille de bronze | Victoria Kreuzer        | 30 min 47 s | 25 s       |
| 4                  | Johanna Åström          | 31 min 49 s | 1 min 27 s |
| 5                  | Fanny Borgström         | 31 min 56 s | 1 min 34 s |
| 6                  | Claudia Galicia Cotrina | 32 min 32 s | 2 min 10 s |
| 7                  | Nahia Quincoces Altuna  | 32 min 35 s | 2 min 13 s |
| 8                  | Alba De Silvestro       | 32 min 44 s | 2 min 22 s |
| 9                  | Marta Garcia Farres     | 32 min 50 s | 2 min 28 s |
| 10                 | Giulia Murada           | 33 min 44 s | 3 min 22 s |

#### Course par équipes
| Rang               | Skieuses                                               |
| ------------------ | ------------------------------------------------------ |
| Médaille d'or      | France- Lorna Bonnel - Axelle Gachet-Mollaret          |
| Médaille d'argent  | Italie- Alba De Silvestro - Guilia Murada              |
| Médaille de bronze | Suisse- Marianne Fatton - Jennifer Fiechter            |
| 4                  | Espagne- Marta Garcia Farres - Claudia Galicia Cotrina |
| 5                  | Suède- Johanna Astrom - Fanny Borgstrom                |
| 6                  | France- Laura Delplanche - Lena Bonnel                 |
| 7                  | États-Unis- Jessie Young - Mikki Larochelle            |
| 8                  | Pologne- Iwona Januszyk - Anna Tybor                   |
| 9                  | Espagne- Fatima De Dieguo - Ana Alonso Rodriguez       |
| 10                 | Suisse- Arina Riatsch - Déborah Chiarello              |

## A voir aussi